# Raichur (stad)
Raichur is een dorp in het gelijknamige district Raichur van de Indiase staat Karnataka. 

## Demografie
Volgens de Indiase volkstelling van 2001 wonen er 205.634 mensen in Raichur, waarvan 51% mannelijk en 49% vrouwelijk is. De plaats heeft een alfabetiseringsgraad van 62%.

## Foto's

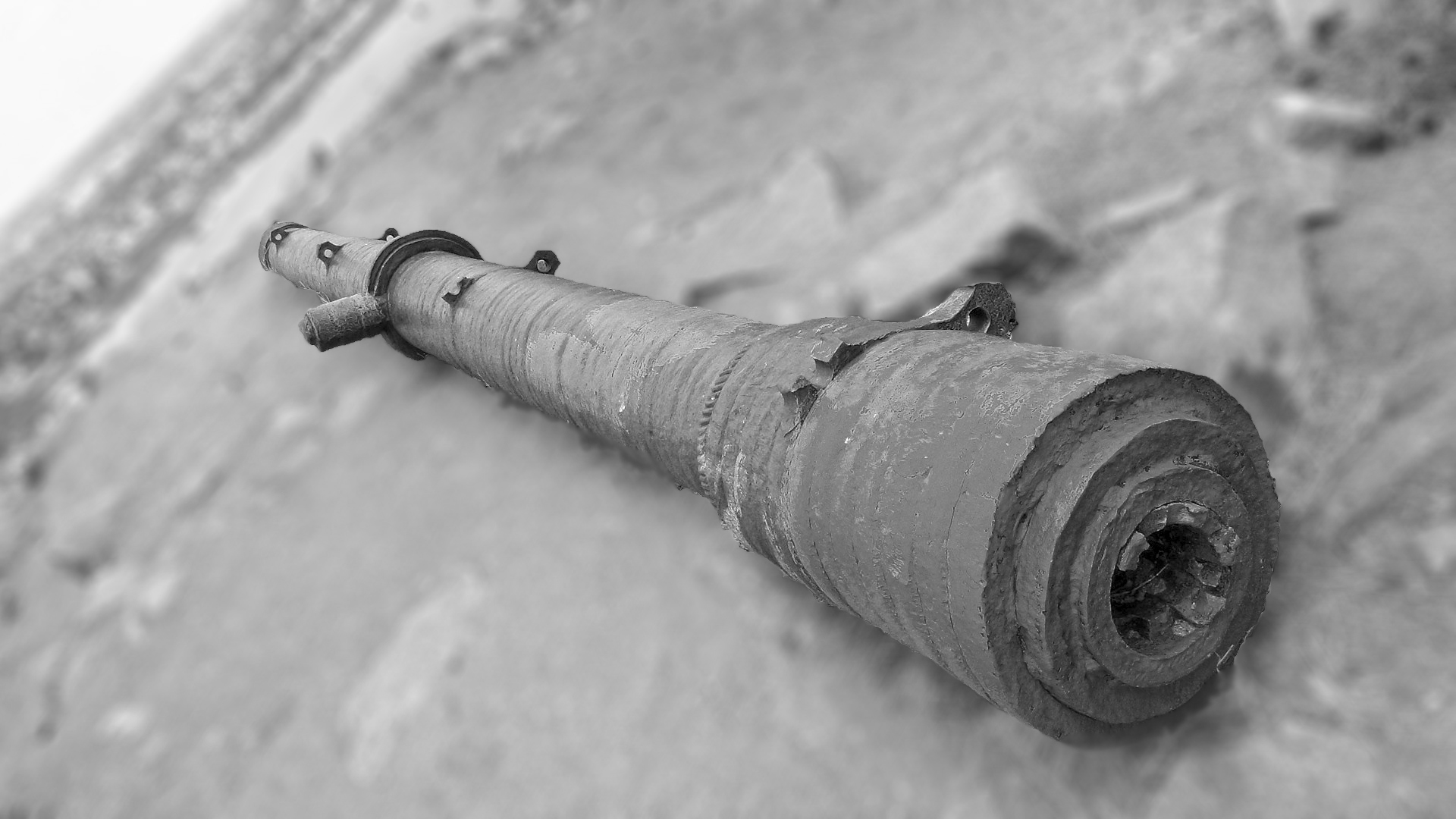
Kanon
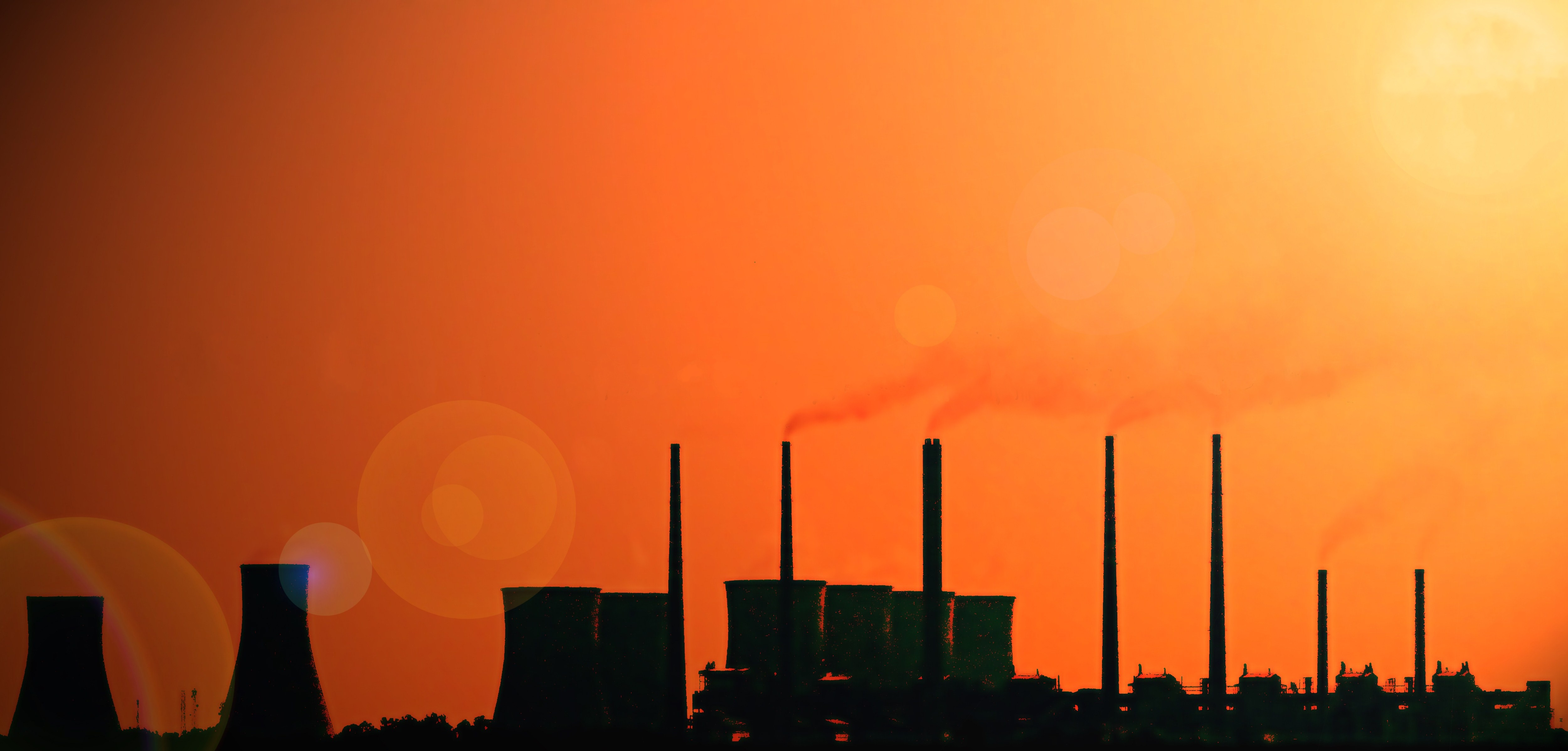
Energiestation
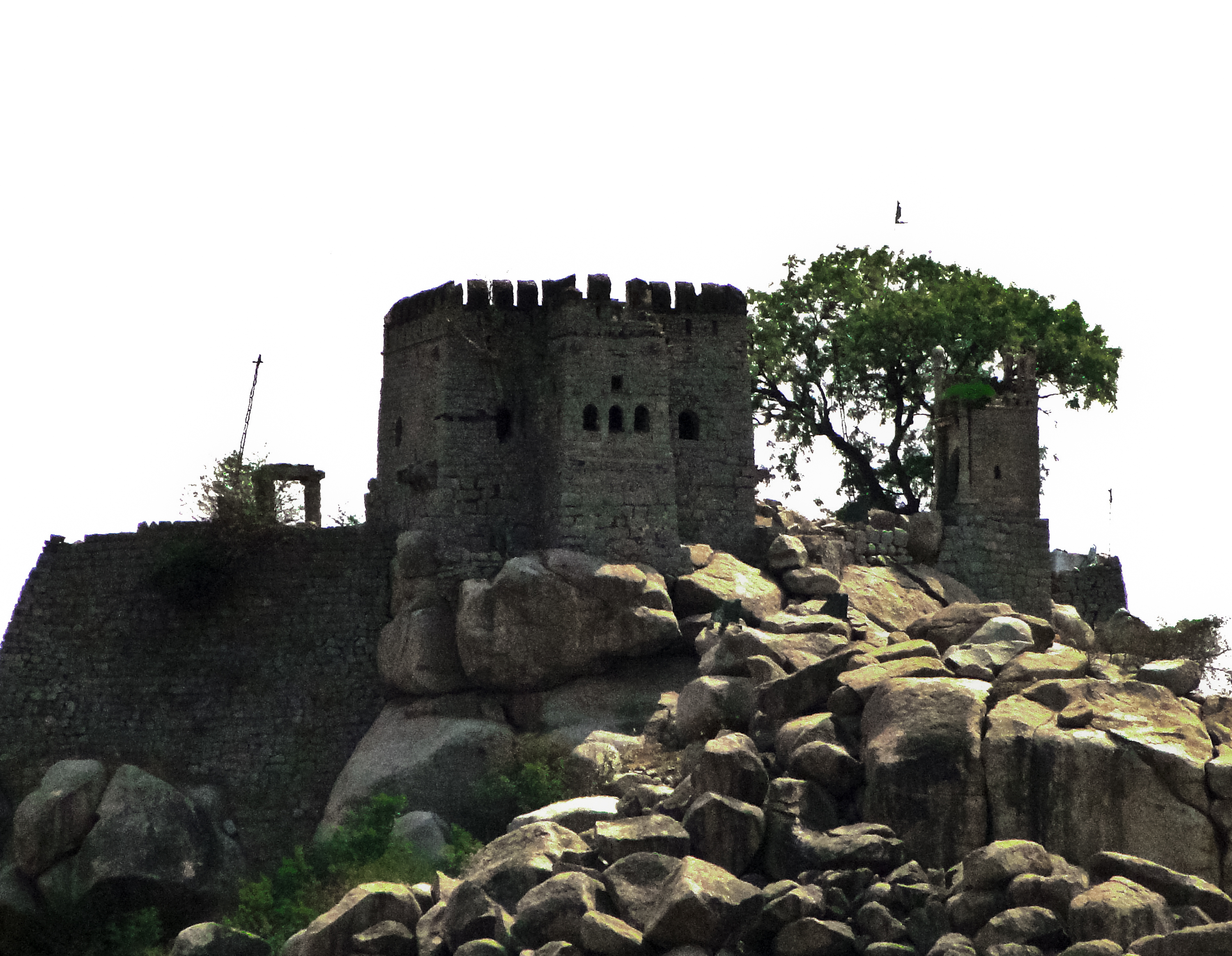
Fort
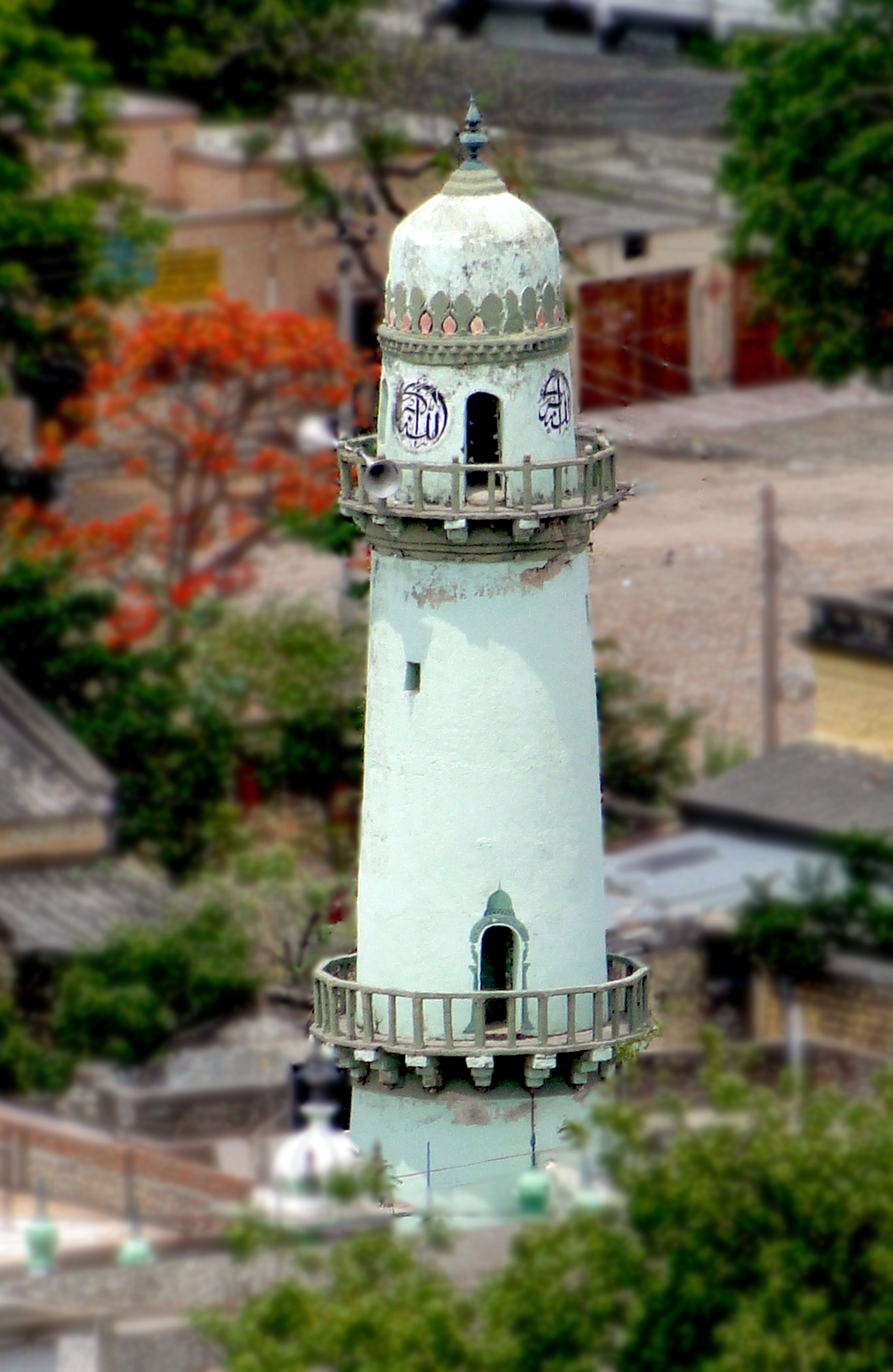
Ek Minar Masjid
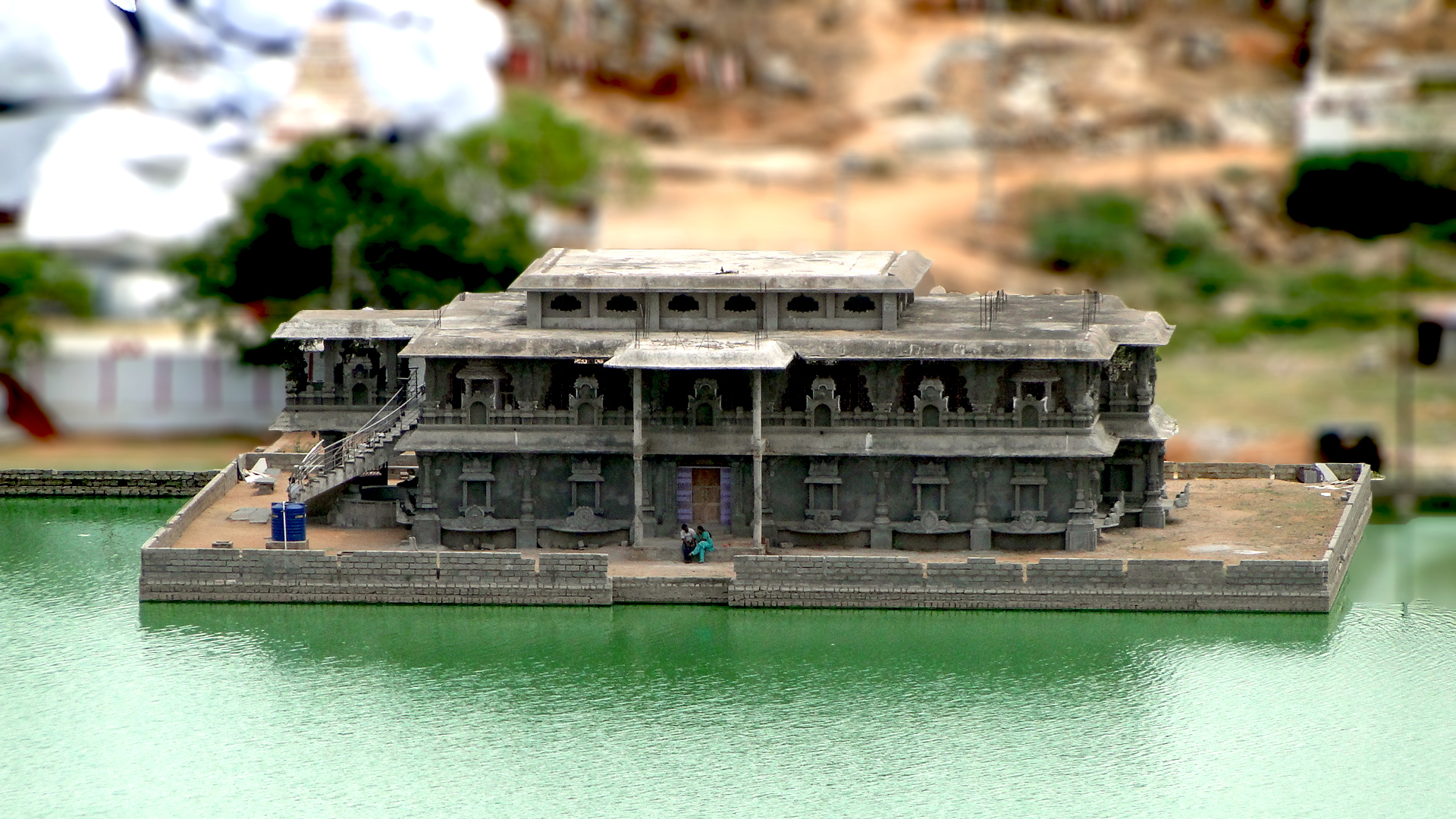
Sai Baba Temple